# 大岩直人
大岩 直人（おおいわ なおと、1961年3月23日 - ）は、日本のクリエイティブ・ディレクター。 東京経済大学コミュニケーション学部教授。

## 人物
岐阜県大垣市出身。一橋大学社会学部卒。河村錠一郎ゼミで美術史、美学を専攻。
1984年（株）電通に入社後、空間デザイン分野でプロモーションプランナーとして経験を積んだ後、1990年後半よりクリエイティブ部門に異動。
2000年代半ばには、小学館のキャンペーンで世界3大広告賞の一つカンヌ国際広告祭で銀賞受賞、2015年にはマツコロイド他で銅賞を受賞。
電通コミュニケーション・デザイン・センター専任局次長、電通統合ディレクションルーム専任局次長を経て、2015年に（株）電通を退社。2017年より、東京経済大学コミュニケーション学部教授。広告論、 コミュニケーション戦略論などを担当。

## 受賞歴
- 1999年　サンフランシスコ、インビジョンアワード　グランプリ
- 1999年　ロンドン国際広告賞　入賞
- 2005年　ニューヨーク、ワンショーインタラクティブ　金賞
- 2007年　カンヌ国際広告祭　銀賞
- 2011年　中国国際広告祭　金賞
- 2015年　タイ、アドフェスト　銀賞
- 2015年　カンヌライオンズ　銅賞

## 審査員歴
海外
- 2003年　ニューヨーク、ワンショーインタラクティブ国際審査員
- 2003年　カンヌ国際広告祭国際審査員
- 2005年　ニューヨーク、ワンショーインタラクティブ国際審査員
- 2006年　タイ、アドフェスト国際審査員

国内
- 2007年　GYAOアワード審査委員長
- 2008年　東京インタラクティブ・アド・アワード審査委員長[4]

## 寄稿
- 「Interactive for what??世界のWebデザインに遊ぶ」　宣伝会議『ブレーン』2002年2月号より2003年1月号まで
- 「テクノロジーのもの珍しさからアイデアの勝負へ」　『広告批評』2003年11月号[5]
- 「世界のWeb広告アーカイブス1998-2007」　『広告批評』2003年11月号
- 「文脈のアイデアで勝負、から直感的なコンテンツで勝負、の時代へ。」　宣伝会議『ブレーン』2009年9月号
- 『English Career Paths to Success』　成美堂出版2010年1月
- 「私のクリエイティブディレクション論　VOL.20」　宣伝会議『ブレーン』2013年10月号[6]。

## メディア出演
- 「英語でしゃべらナイト」（NHK、2006年12月15日） - ゲスト出演